# Château-Garnier
Château-Garnier là một xã Pháp, tọa lạc ở tỉnh Vienne et la région Nouvelle-Aquitaine, Pháp. Xã này có diện tích 35,89 km², dân số năm 2006 là 631 người. Xã nằm ở khu vực có độ cao tu 117–159 m trên mực nước biển.
Dân địa phương danh xưng tiếng Pháp là Castelgarnerois.

## Biến động dân số
| Năm | 1962 | 1968 | 1975 | 1982 | 1990 | 1999 | 2006 |
| --- | ---- | ---- | ---- | ---- | ---- | ---- | ---- |
| Dân số | 1016 | 856  | 771  | 712  | 660  | 600  | 631  |
| From the year 1962 on: No double counting—residents of multiple communes (e.g. students and military personnel) are counted only once. |      |      |      |      |      |      |      |